# Martins (Rio Grande do Norte)
Pour les articles homonymes, voir Martins.
Martins est une municipalité brésilienne située dans l'État du Rio Grande do Norte.